# Esther

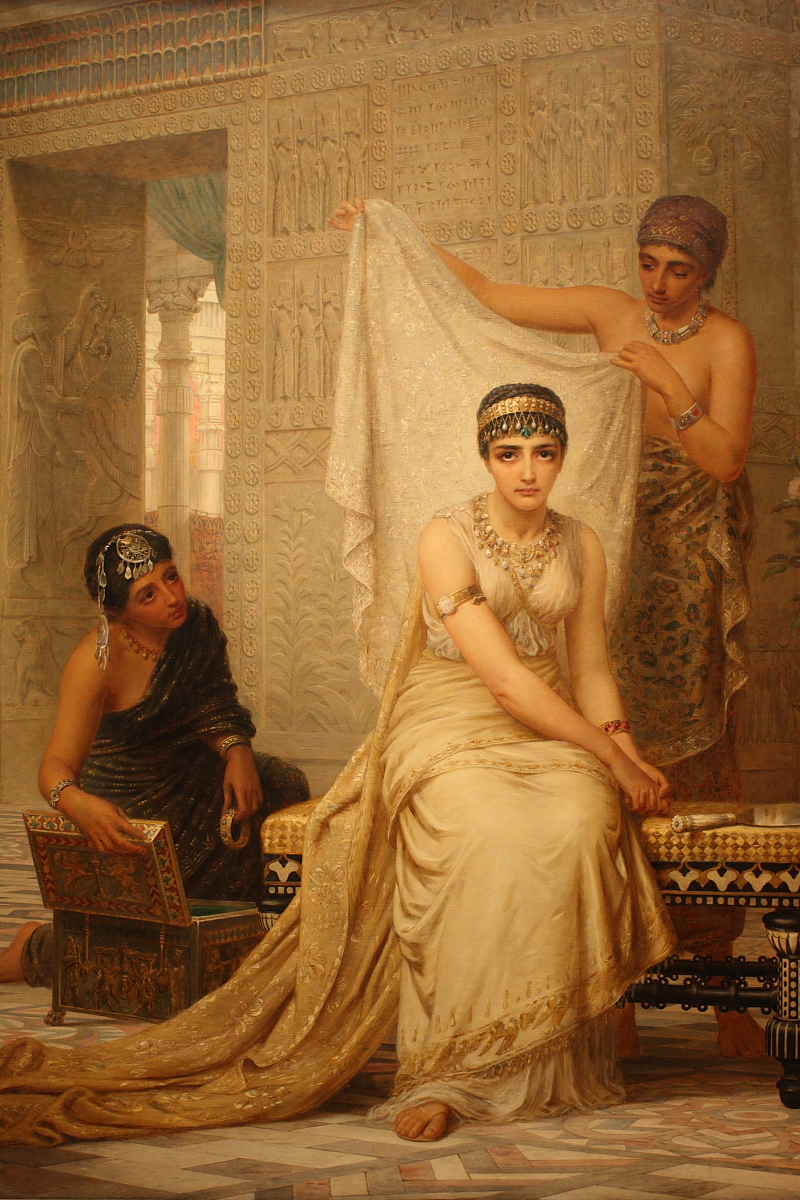
Esther qua nét vẽ của hoạ sĩ Edwin Long.

Esther (tiếng Hebrew là אֶסְתֵּר/Ester/ʼEstēr, phiên âm tiếng Việt: Étte hay Ê-sơ-tê), có tên Hadassah khi ra đời, là nhân vật chính của Sách Étte trong Kinh Thánh. Theo Kinh Thánh, bà là hoàng hậu người Do Thái của vua Ba Tư Ahasuerus (A-suê-ru). Theo truyền thống lịch sử, Vua Ahasuerus được xác định là Xerxes I cai trị Ba Tư trong suốt thời kỳ đế chế Achaemenid. Câu chuyện này là căn nguyên của việc cử hành một lễ hội trong truyền thống của người Do Thái (Lễ Purim).

## Trong Kinh Thánh

### Hoàng hậu Vashti bị phế truất
Vua Ahasuerus tổ chức lễ hội kéo dài 180 ngày tại kinh đô Susha. Khi đang say men rượu nhà vua ra lệnh gọi hoàng hậu Vashti đến trước mặt triều thần và quan khách nhằm phô bày sắc đẹp của bà. Song, hoàng hậu không chịu tuân lệnh vua. Trong cơn thịnh nộ, nhà vua triệu tập các mưu sĩ. Một mưu sĩ bàn rằng phụ nữ trong toàn đế quốc sẽ khinh dễ chồng mình nếu biết rằng "Vua Ahasuerus đã lệnh truyền hoàng hậu Vashti đến chầu trước mặt vua mà bà không chịu đến". Vì vậy, cần phải phế truất bà.

### Làm hoàng hậu

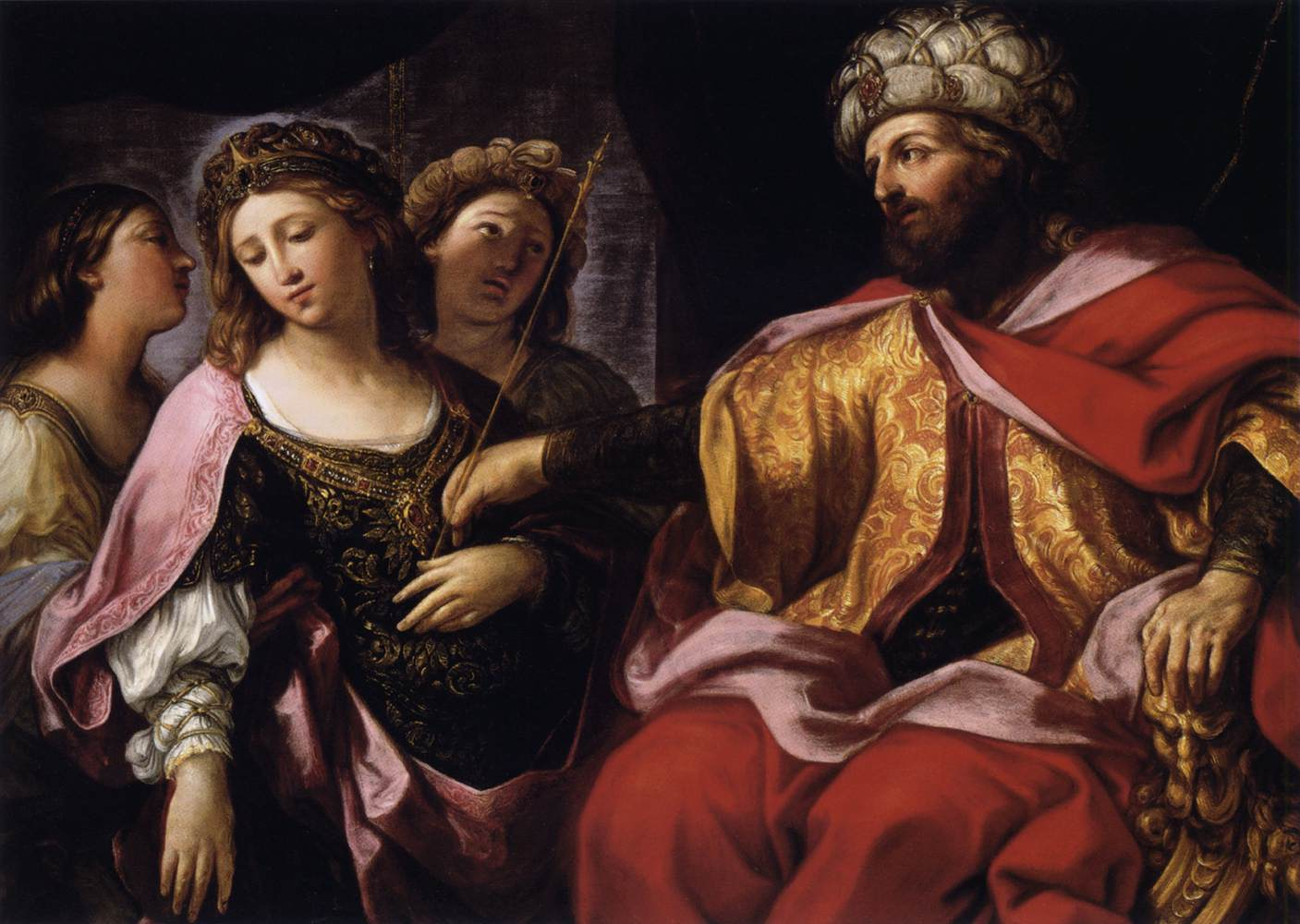
Esther ra mắt Vua Ahasuerus

Nhà vua ra chiếu chỉ truyền tập trung những trinh nữ trẻ đẹp về cung điện nhà vua ở kinh đô. Mỗi cô gái phải trải qua mười hai tháng trong hậu cung để được chăm sóc sắc đẹp, rồi sẽ ra mắt nhà vua. Khi đến lượt mình, mỗi cô gái được chọn đem theo bất kỳ vật dụng nào ở hậu cung. Buổi tối cô đến chầu vua, rồi trở lại hậu cung vào sáng hôm sau. Cô gái ấy sẽ không được trở vào cung vua trừ khi nhà vua thích cô và cho gọi đích danh. Cuối cùng, người được vua chọn thế chỗ Hoàng hậu Vashti là Esther (tiếng Hebrew: Hadassah), một cô gái mồ côi được anh họ, Mordecai (Mạc-đô-chê), nhận làm con nuôi. Sách Esther chương 2 câu 7 chép: "Ông nuôi dưỡng con gái của cậu mình, cô gái ấy tên là Hadassah tức Esther vì cô không còn cha mẹ. Cô có dung nhan đẹp đẽ. Khi cha mẹ cô qua đời, Mordecai nhận cô làm con gái mình". Trong thời gian đó, lúc đang ngồi trước cổng hoàng cung, Mordecai biết chuyện hai hoạn quan mưu sát nhà vua, ông báo cho Esther và bà tỏ cho vua biết. Hai kẻ mưu phản bị treo cổ, còn sự việc được chép vào sử biên niên của nhà vua. Đây được xem là ví dụ minh họa của hiện tượng hôn nhân đẳng cấp (Hypergamy).

### Âm mưu của Haman
Sau đó, Haman người Agagite được Vua Ahasuerus trọng đãi, ban cho địa vị cao trọng hơn hết thảy triều thần. Theo lệnh vua, mọi người đều phải cúi lạy Haman. Nhưng Mordecai, một người Do Thái chỉ quỳ lạy trước Chúa, khước từ tuân theo mệnh lệnh này. Thái độ của Mordecai khiến Haman giận dữ, khi biết Mordecai là người Do Thái, ông mưu tính giết tất cả người Do Thái (tuyệt diệt người Do Thái) trong vương quốc bởi vì ông nghĩ rằng "ra tay trị một mình Mordecai là việc tầm thường". Haman cáo buộc người Do Thái phản loạn cùng hứa hẹn nộp vào ngân khố 350 tấn bạc (10 000 ta-lâng bạc). Lúc ấy có thể do ngân khố cạn kiệt vì tiêu hao cho cuộc chiến chống người Hi Lạp, nhà vua ủy nhiệm Haman ra chiếu chỉ tuyệt diệt dân Do Thái trên toàn cõi đế quốc.

### Khẩn cầu Esther
Nghe tin dữ, Mordecai - theo tập tục của người Do Thái khi biểu lộ sự than khóc hoặc đau buồn - bèn xé áo, mặc trang phục vải sô, và phủ tro lên đầu. Khắp mọi nơi, khi chiếu chỉ truyền đến, "dân Do Thái kêu la thảm thiết, khóc lóc, than vãn, nhiều người mặc quần áo vải sô và nằm trên tro." Khi biết tin, Mordecai đến đứng trước cung vua, Esther sai người đem cho ông áo mới bởi vì "không ai mặc quần áo vải sô mà được phép vào đó", nhưng ông từ chối. Esther sai hoạn quan Hatach đến gặp Mordecai, ông thuật lại mọi điều, gởi cho bà một bản sao chiếu chỉ, và yêu cầu bà vào chầu vua để "khẩn xin vua thương xót dân tộc mình." Esther nhắn lại rằng bất cứ ai vào nội cung mà không có lệnh vua thì sẽ bị xử tử trừ khi nhà vua đưa trượng vàng ra thì mới được miễn tội chết, "nhưng đã ba mươi ngày nay con không được vời vào hoàng cung." Esther kinh hãi vì biết rằng bà chắc sẽ mất mạng nếu làm theo lời khuyên của Mordecai. Sau khi nghe thuật lại lời của Esther, Mordecai bảo họ nói với Esther rằng đừng tưởng đang ở trong cung vua Esther sẽ thoát khỏi họa diệt chủng đang đe dọa dân tộc bà, và "nếu con nín lặng trong lúc này thì dân Do Thái hẳn sẽ được trợ giúp và giải cứu bằng cách khác, song con và nhà cha của con sẽ bị diệt vong."
Cuối cùng, Mordecai kết thúc thông điệp của ông bằng những lời khích lệ đầy hiệu quả: "Nào ai biết rằng vì cớ thời điểm như thế này mà con được ngôi hoàng hậu sao?" Sau khi nghe lời khuyên của Mordecai, Esther bày tỏ ước nguyện tìm kiếm sức mạnh tâm linh bằng sự hiệp ý cầu nguyện trước khi gánh vác trách nhiệm nặng nề, "Xin hãy đi triệu tập tất cả người Do Thái ở Shusan, rồi hãy vì con mà kiêng ăn trong ba ngày đêm, đừng ăn hay uống gì hết. Con và các nữ tỳ của con cũng sẽ kiêng ăn nữa." Lời nhắn cuối của bà thể hiện tính cách của một bậc anh thư, "Sau đó, con sẽ vào chầu vua là việc trái luật pháp; nhưng nếu phải chết thì con sẽ chết." Mordecai đi ra và thực hiện yêu cầu của Esther. Cùng toàn thể dân Do Thái ở kinh đô Shushan, Esther và các nữ tỳ kiêng ăn trong ba ngày để khẩn cầu Chúa giải cứu dân tộc bà.

### Bày tiệc dâng vua
Đến ngày thứ ba, Esther mặc triều phục vào chầu ở nội điện. Đang ngồi trên ngai, nhưng khi vừa thấy Hoàng hậu Esther nhà vua liền đưa vương trượng về phía bà, Esther biết mạng sống bà đã được bảo toàn bởi vì nhà vua chấp nhận bà. Vua hỏi Esther muốn cầu xin điều gì, "dù đến nửa vương quốc trẫm cũng sẽ ban cho". Esther khiêm nhu xin vua và Haman đến dự yến tiệc bà dọn cho vua. Haman hãnh diện bởi vì không ai khác ngoài vua và ông được mời đến dự tiệc của hoàng hậu. Trong khi dự tiệc rượu, Hoàng hậu mời nhà vua và Haman đến dự một yến tiệc khác bà sẽ dọn vào ngày mai, khi ấy bà sẽ tâu với vua điều bà muốn cầu xin. Sau khi rời yến tiệc do hoàng hậu khoãn đãi, Haman lại bắt gặp Mordecai đang ngồi trước cổng hoàng cung. Giận dữ vì Mordecai vẫn không chịu cúi lạy, Haman ra lệnh chuẩn bị một giá treo cổ cao 25 m để ngày hôm sau ông xin lệnh nhà vua hành hình Mordecai. Song trong đêm đó, nhà vua không ngủ được, truyền đem sách sử biên niên đọc cho ông nghe. Dù đã có công cứu nhà vua khỏi vụ mưu sát, Mordecai vẫn không được ban thưởng gì.
Sáng sớm hôm ấy, Haman đến xin vua treo cổ Mordecai, nhưng khi Haman vừa vào triều kiến, vua liền hỏi: "Phải làm gì cho người vua muốn tôn trọng?" Haman nghĩ trong lòng ngoài ông chẳng có ai xứng hiệp với vinh dự này, nên tâu rằng nên mặc cho người ấy áo triều vua thường mặc, một triều thần tối cao của vua phải dẫn người ấy cưỡi ngựa của vua dạo quanh quảng trường thành phố và công bố rằng, "Người mà vua muốn tôn trọng được hậu đãi như vậy." Song Haman thất kinh khi nghe vua bảo ông hãy làm đúng "như lời khanh nói cho Mordecai người Do Thái đang ngồi tại cổng hoàng cung, đừng bỏ qua bất cứ điều gì khanh đã đề nghị" để tôn vinh Mordecai vì đã có công phá vỡ âm mưu chống nhà vua. Haman tuân lệnh vua. Xong việc, ông vội vã về nhà, buồn bã thuật cho vợ và các cố vấn mọi việc đã xảy đến cho ông. Họ bảo Haman, "Ông bắt đầu sa bại trước Mordecai rồi!"

### Haman bị treo cổ

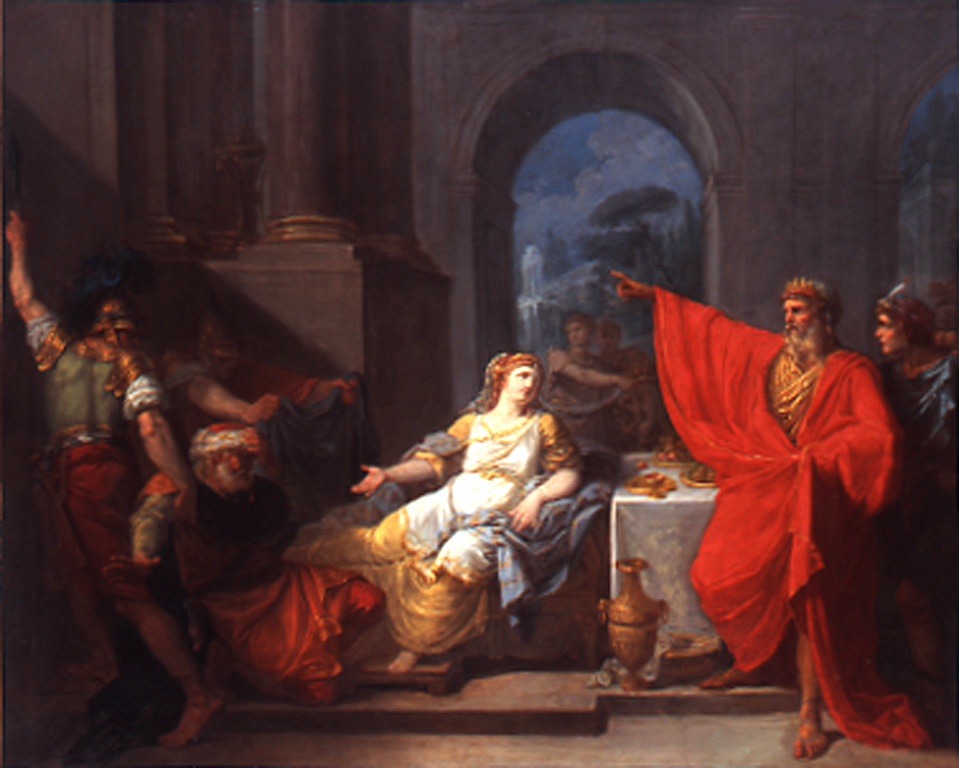
Vua Ahasuerus truyền treo cổ Haman

Chiều hôm ấy, đang lúc dự tiệc, Vua Ahasuerus yêu cầu Esther tỏ cho ông biết điều bà muốn cầu xin. Lúc bấy giờ Esther mới lên tiếng xin vua cứu mạng bà và dân tộc bà, là những người "đã bị bán để bị hủy diệt, giết chết, và thủ tiêu." Nhà vua tức giận khi biết âm mưu của Haman, bèn bỏ ra ngoài. Nhận biết số phận thảm khốc của mình, Haman quỳ xin Esther cứu mạng, nhưng ngay lúc ấy vua quay lại và càng giận dữ hơn, một hoạn quan tâu, "Kìa giá treo cổ cao hai mươi lăm mét Haman dựng sẵn trước nhà để treo Mordecai là người đã trình báo để cứu mạng bệ hạ." Vua ra lệnh, "Hãy treo nó lên đó!"

### Giải cứu dân Do Thái
Vua Ahasuerus ban cho Mordecai chức tể tướng. Esther lại đến "phủ phục dưới chân vua, khóc và cầu xin vua hủy bỏ kế hoạch của Haman chống lại người Do Thái". Bởi vì chiếu chỉ được đóng ấn bằng nhẫn của vua thì không thể bãi bỏ được, nhà vua ủy nhiệm Mordecai ban hành một chiếu chỉ khác ban cho người Do Thái quyền tự vệ. Cuộc chiến xảy ra trong ngày 13 tháng Adar (tháng thứ sáu theo lịch Do Thái) là ngày Haman dự định tuyệt diệt dân Do Thái. Tại kinh đô Susha có 8 000 người bị giết, và 75 000 người thiệt mạng trên phần còn lại của đế quốc. Người Do Thái không cướp đoạt tài sản của những người bị giết. Hằng năm dân Do Thái kỷ niệm Lễ Purim để ghi nhớ ngày họ được giải cứu.

## Trong văn hóa Ba Tư

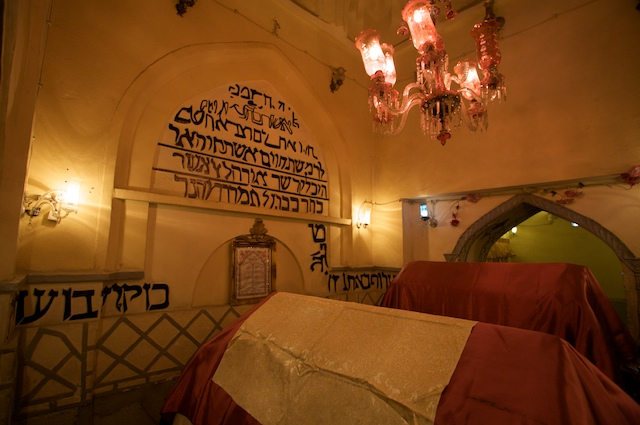
Phần mộ của Esther và Mordecai tại Hamedan, Iran

Trong mối quan hệ lịch sử giữa Ba Tư với Do Thái, những người Do Thái Ba Tư ngày nay được gọi là "Dòng dõi của Esther". Tại Hamadan, Iran, có một kiến trúc mang tên Phần mộ của Esther và Mordecai mặc dù làng Kfar Bar'am ở phía bắc Israel cũng nhận mình là nơi an táng Hoàng hậu Esther.

## Trong văn học nghệ thuật
- Thi sĩ người Ý thời kỳ phục hưng Lucrezia Tornabuoni chọn Esther làm một trong những nhân vật Kinh Thánh trong các tác phẩm thi ca của bà.[16]
- Năm 1689, theo yêu cầu của Françoise d'Aubigné, marquise de Maintenon, vợ của vua Louis XIV, Jean Baptiste Racine viết vở kịch Esther.
- Năm 1718, dựa trên vở kịch của Racine, Handel soạn vở Oratorio cùng tên.
- Một tác phẩm của Gladys Malvern mang tên Behold Your Queen! xuất bản năm 1958 với hình ảnh minh họa của em gái tác giả Corin Malvern.
- Năm 1960, nhà soạn kịch người xứ Wales, Saunders Lewis, ra mắt vở kịch Esther, kể lại câu chuyện này bằng ngôn ngữ xứ Wales.
- Một xuất phẩm điện ảnh hợp tác giữa Ý và Hoa Kỳ mang tên Esther and King trình chiếu năm 1960 với Joan Collins thủ giữ vai Esther.
- Bộ phim nhiều tập The Greatest Heroes of the Bible trình chiếu năm 1978 với Victoria Principal vào vai Esther, Robert Mandan vai Xerses, và Michael Ansara vai Haman.
- Năm 1983 ra mắt vở nhạc kịch 'Swan Esther của hai tác giả J. Edward Oliver và Nick Munns trong hình thức một album với tiếng hát của Stephanie Lawrence và Denis Quilley. Swan Esther cũng được nhà hát Young Vic trình diễn trong chuyến lưu diễn toàn quốc.
- Cuốn tiểu thuyết Hadassah của J. Francis Hudson (Lion Publishing, 1996) đan xen vào truyện tích Kinh Thánh này với những nhân tố Hi Lạp cổ liên quan đến triều đại Xerxes (Ahasuerus).
- Đạo diễn người Israel, Amos, thực hiện phim Esther trong năm 1986.
- Phim truyền hình Esther với Louise Lombard trong vai Esther và F. Murray Abraham vai Mordecai lên sóng trong năm 1999.
- Năm 2000, Hãng Veggie Tales trình chiếu phim hoạt hình Esther... The Girl Who Became Queen.
- Vở nhạc kịch Luv Esther của Ray Goudie ra mắt trong tháng 5 năm 2005.
- Esther là nhân vật chính trong cuốn tiểu thuyết của Ginger Garrett Chosen: The Lost Diaries of Queen Esther.
- Phim One Night with the King với Tiffany Dupont và Luke Goss trình chiếu năm 2006 phỏng theo cuốn tiểu thuyết Hadassah: One Night with the King của Tommy Tenney và Mark Andrew Olsen.
- Cuốn tiểu thuyết Good for the Jews của Debra Spark xuất bản năm 2009 thuật lại truyện tích Kinh Thánh Esther được đặt trong bối cảnh hiện đại ở Madison, Wisconsin.
- Tháng 8 năm 2011, nhóm nhạc a cappella Maccabeats phát hành video Purim Song.[17]
- Phim The Book of Esther trình chiếu năm 2013 với Jen Lilley trong vai Hoàng hậu Esther và Joel Smallbone vai Vua Xerxes.[18]